# Guadua
Genre
Guadua est un genre de plantes monocotylédones de la famille des Poaceae (graminées), famille des Bambusoideae originaire des régions tropicales d'Amérique, qui comprend une trentaine d'espèces. C'est un genre étroitement apparenté au genre Bambusa (ils appartiennent à la même tribu des Bambuseae, et certains auteurs l'y ont parfois inclus.
Ce sont des bambous très diversifiés par le taille et le port, qui vont de plantes élancées et inermes, aux chaumes grimpants, à de grandes plantes épineuses aux chaumes dressés,,,.
L'espèce-type est Guadua angustifolia. C'est le plus grand et l'un des plus beaux bambous néotropicaux.
Diverses espèces animales sont, à divers degrés, inféodées aux bambous du genre Guadua, par exemple, plusieurs espèces de passereaux ainsi que des rongeurs tels que Dactylomys dactylinus (rat de l'Amazone) et Kannabateomys amblyonyx (rat du bambou),.

## Caractéristiques générales

### Appareil végétatif

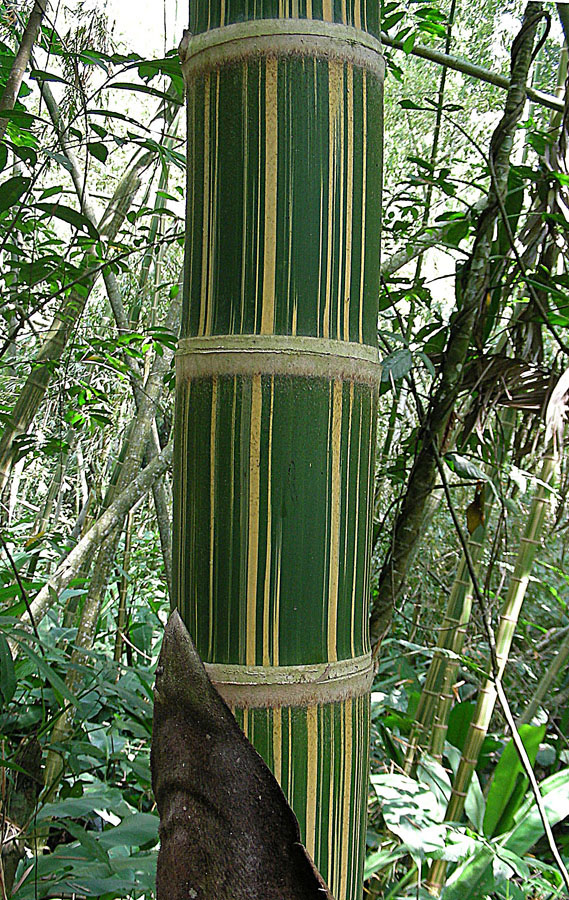
Chaume de Guadua angustifolia var. bicolor.

Les plantes du genre Guadua sont des bambous vivaces, rhizomateux, aux rhizomes pachymorphes, courts ou allongés, aux tiges (chaumes) généralement dressées, de 3 à 30 mètres de haut, ligneuses et persistantes. Chez certaines espèces, comme Guadua glomerata, Guadua macrospiculata, Guadua uncinata et Guadua ciliata, les tiges peuvent être grimpantes.
Ces tiges sont en général nettement épineuses (avec des épines racinaires au niveau des nœuds), et ramifiées dans leur partie supérieure.
Les entrenœuds des chaumes sont généralement creux, cependant ils peuvent être pleins chez certaines espèces comme Guadua amplexifolia, Guadua macrospiculata et Guadua glomerata.
La ramification est de type dendroïde. Les ramifications primaires, plus fines que les chaumes, en nombre variable, jusqu'à 11 à 20, peuvent être alignées horizontalement ou groupées.
Les chaumes florifères ne portent pas de feuilles.
Les feuilles de chaumes présentent une gaine, caduque ou persistante, auriculée (rarement de façon nettement visible) et un limbe développé, lancéolé ou ovale ou (généralement) triangulaire.
Les feuilles du feuillage ont un limbe linéaire, ou linéaire-lancéolé, ou ovale ou elliptique, rétréci à la base en pseudo-pétiole. Ce limbe montre souvent une nervure centrale nettement visible, et présente parfois des nervures transversales. Il est persistant et (rarement) caduc à partir de la gaine. La ligule est une membrane, parfois ciliée.

### Appareil reproducteur
L'inflorescence, bractifère, à croissance indéterminée, est un complexe d'« inflorescences partielles » ou synflorescences, irrégulièrement groupées aux nœuds, mais parfois simples ou paniculées, et d'organes foliaires intermédiaires (avec des bractées glumeuses ou spathacées), composées de pseudo-épillets hermaphrodites, sessiles, diversement apprimés, ascendants, étalés ou pendants.
Les épillets fertiles, non conventionnels, oblongs, ou elliptiques, ou lancéolés, ou linéaires, font de 3 à 170 mm de long et sont plus ou moins comprimés latéralement. Ils se désarticulent à maturité au-dessus des glumes et entre les fleurons, avec des entrenœuds du rachillet nettement allongés entre les fleurons. L'extension du rachillet au-delà du fleuron fertile supérieur est nue ou porte des fleurons rudimentaires.
Les glumes qui sous-tendent les épillets, au nombre de deux ou plus, membraneuses à coriaces, sont généralement persistantes et nettement plus courtes que les épillets et que la lemme adjacente, et sont selon les espèces similaires ou très dissemblables.
Les fleurons fertiles, variables en nombre de 1 à 17, sont enserrés entre une lemme lancéloée ou ovale, de texture similaire à celle des glumes, non aristée ou mucronée, ou portant rarement une arête apicale, et une paléole relativement longue, présentant de 6 à 13 nervures latérales et 2 carènes.
Ils comptent trois lodicules ciliés ou glabres, six (ou rarement trois) étamines. L'ovaire, parfois poilu, porte parfois un appendice apical largement conique, charnu, très visible.
Les fruits sont variables : fusiformes, oblongs, ovoïdes ou obovoïdes. Ils présentent un hile généralement long et linéaire. Le péricarpe est fin ou (rarement) charnu, faiblement adhérent à la graine ou totalement soudé. L'embryon est de taille variable.

### Caryotype
Les espèces du genre Guadua sont diploïdes avec un nombre chromosomique de base égal à 23 (2n = 2x  = 46).

## Répartition et habitat
L'aire de répartition du genre Guadua s'étend dans une grande partie de l'Amérique latine, à l'exception du Chili et des Caraïbes. Les espèces de ce genre se rencontrent depuis San Luis de Potosí (centre-nord du Mexique) et de l'île de la Trinité (Trinité-et-Tobago) jusqu'au nord de l'Argentine et à l'Uruguay. La plupart des espèces (45 %) sont cependant concentrées dans le bassin de l'Amazone et de l'Orénoque, deux espèces, Guadua weberbaueri et Guadua sarcocarpa, étant les plus fréquentes dans le bassin amazonien. Guadua paniculata est l'espèce qui présente dans sa répartition la plus grande amplitude en latitude, du Mexique au Brésil, et Guadua angustifolia, celle qui présente la plus grande amplitude en altitude puisqu'elle se rencontre du niveau de la mer jusqu'à 2 600 mètres d'altitude.
Une espèce, Guadua calderoniana, figure dans la liste rouge des espèces menacées de l'UICN.
Ces bambous poussent généralement à basse altitude (en-dessous de 1500 m), mais on en trouve jusqu'à 2 600 mètres.
Ses habitats comprennent des plaines tropicales et la forêt de basse montagne, les savanes, le Cerrado brésilien, les forêts galeries et les zones de végétation perturbée des vallées inter-andines.

### Fossiles
Des vestiges fossiles de bambous ayant des affinités avec le genre Guadua ont été découverts en Argentine (province d'Entre Ríos) dans des sédiments de la formation d'Ituzaingó (es), datée de l'époque du Pliocène moyen. Ces fossiles constitués de fragments de chaumes pétrifiés ont été attribués à deux espèces différentes : †Guadua zuloagae (proche de l'espèce actuelle Guadua angustifolia) et †Guadua morronei (proche de l'espèce actuelle Guadua paraguayana),.
Ces découvertes indiquent une aire de répartition plus vaste à cette époque qu'elle ne l'est de nos jours.

## Utilisation

### Matériau de construction

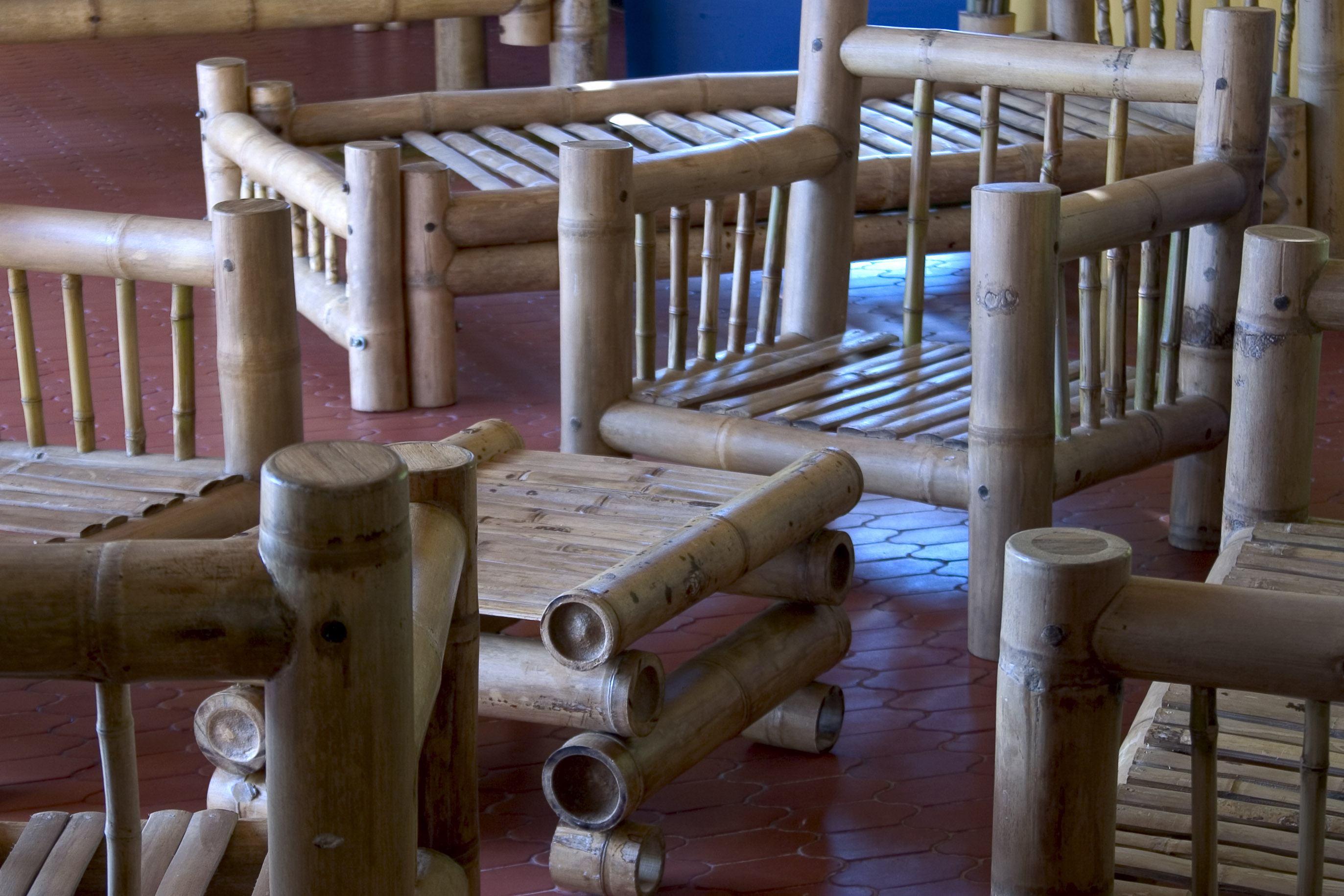
Meubles en guadua dans la région de Paisa (Colombie).

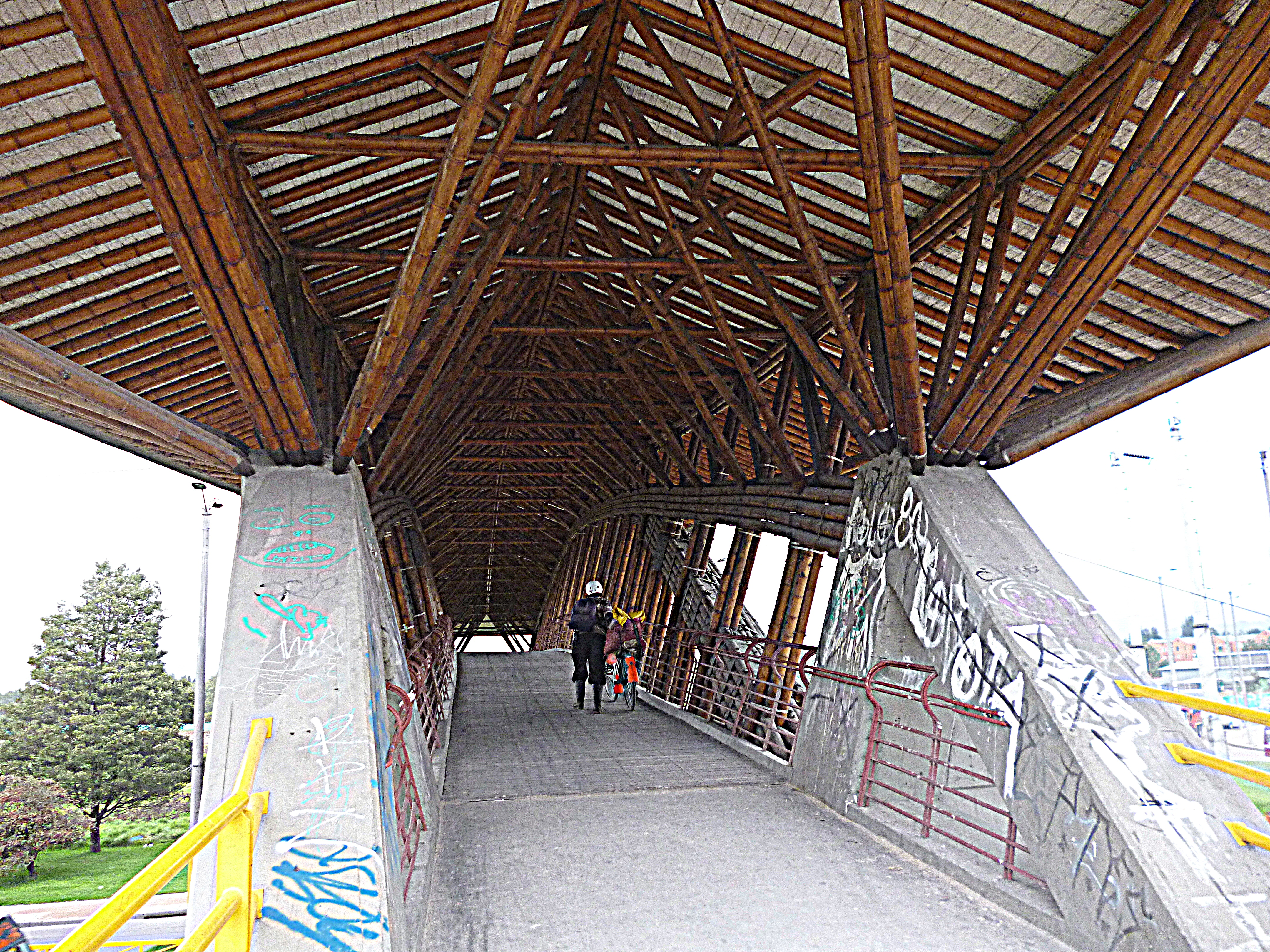
Pont Jenny Garzón, pont en guadua (Colombie).

Les bambous du genre Guadua sont très indiquées pour un usage architectural. Le diamètre des chaumes est constant sur les 15 premiers mètres, puis diminue dans la partie supérieure. Ces caractéristiques ont attiré l'attention des ingénieurs civils et des architectes.
Du point de vue utilitaire, Guadua est le plus important bambou d'Amérique. En raison de sa qualité, le genre a été largement utilisé pour la construction d'habitations, le long des rivières inter-andines de Colombie et des côtes de l'Équateur.
Des études techniques des propriétés mécaniques des bambous ont augmenté l'intérêt pour son utilisation.
Guadua angustifolia, espèce endémique de l'Amérique tropicale, est en croissante utilisation comme matériau de construction. Très appréciée par Simon Bolivar pour sa protection des bassins versants et saluée par Alexander von Humboldt pour sa grande variété d'utilisations[citation nécessaire], elle est utilisée dans la construction de nos jours en Amérique du Sud.
Les autorités allemandes des pompiers ont testé les Guadua et ont suivi le code de la construction européenne en approuvant le bambou comme matériau de construction pour le Pavillon Guadua à l'Expo 2000 à Hanovre. Une technique de conservation, impliquant l'utilisation de fumée non toxique, peut empêcher de bambou de se détériorer pendant plusieurs décennies[citation nécessaire]. Les constructions en bambou sont également résistantes aux tremblements de terre. Les récents tremblements de terre en Colombie à Eje cafetero ont démontré que de nombreuses maisons construites dans les années 1930 ont survécu, alors que les constructions modernes se sont effondrées[citation nécessaire]. Le Costa Rica a signalé des expériences similaires lors de précédents tremblements de terre.

### Exploitation et culture
Bien que les chaumes de bambou utilisé pour la construction peuvent être récoltés dans les forêts naturelles, la surexploitation conduit à l'épuisement des ressources naturelles. Pour une utilisation à grande échelle de Guadua angustifolia, la gestion durable des forêts et bosquets de bambous, ainsi que la création de nouvelles pépinières et plantations, est une priorité.
Les bambous tropicaux peuvent être multipliés par boutures ou en couvrant la totalité du chaume dans le sol. Le Guadua peut se propager plus rapidement par la méthode chusquin. Cette méthode recommande que les tiges soient coupées au niveau du sol lors de la récolte, ce qui entraîne l'émergence de nombreuses petites pousses autour de la plante d'origine. Cette méthode est adaptée aux forêts de grande taille ou aux coopératives agricoles. Le bambou étant une graminée, la coupe des chaumes au ras du sol induit de nombreuses nouvelles pousses, comme cela se produit pour le gazon.
Des méthodes encore plus rapides ont été récemment[citation nécessaire] développées grâce à l'utilisation de la culture de tissus. Des bambous cultivés dans un laboratoire d'un mètre carré seront suffisants pour couvrir un hectare de forêt. Ces plantes peuvent aussi être facilement transportées dans une boite d'un demi-mètre cube.
La récolte peut commencer six ans après la plantation, faisant du bambou une source potentielle de biomasse tropicale pour l'industrie (par exemple, en biocarburants).

### Utilisation environnementale
D'un point de vue environnemental, les Guadua sont plus efficaces pour éliminer le dioxyde de carbone de l'atmosphère que la plupart des autres essences tropicales[citation nécessaire] ; des études en cours en Colombie ont été coordonnées par l'Environnement de Bambou de la Fondation. Sur la base de ces études, le Japon et les Pays-Bas ont lancé des projets de reboisement massifs comme un moyen de gagner des « crédits carbone » pour compenser la pollution industrielle[citation nécessaire].
Des études récentes menées par l'Union européenne indiquent que le bambou a des besoins en eau relativement faibles, et que son système racinaire est un excellent protecteur contre l'érosion des bassins versants[citation nécessaire].

### Production de biomasse pour l'énergie
En fonction de l'humidité, les Guadua contiennent 15 % de plus d'énergie que les autres bois de combustion et pourraient donc servir comme combustible de substitution pour l'énergie[citation nécessaire].

## Taxinomie
Le genre Guadua a été décrit pour la première fois par le botaniste allemand Karl Sigismund Kunth  en 1822 et publié dans Syn. Pl.. 252 (Synopsis Plantarum, quas, in itinere ad plagam aequinoctialem orbis novi, collegerunt Al. de Humboldt et Am. Bonpland).
Kunth a en fait renommé en Guadua angustifolia une espèce, Bambusa guadua, découverte et décrite initialement par Aimé Bonpland et publiée en 1806 dans  Pl. Aequinoct. [Humboldt & Bonpland] 1(3): 68, t. 20. 1806, créant ainsi ce nouveau genre par démembrement partiel du genre Bambusa,.
En 1868, William Munro établit la série des caractères morphologiques qui distinguent les deux genres et fait ressortir la distribution géographique propre à chacun des deux taxons.
En 1973, Floyd Alonso McClure fait de Guadua un sous-genre de Bambusa, mais des études ultérieures (en 1987 et 1995), morphologiques, anatomiques et moléculaires, permettent de rétablir clairement Guadua dans son rang générique.

### Étymologie
Le nom générique « Guadua », utilisé initialement comme épithète spécifique par Bonpland, est un terme vernaculaire en langue chibcha, « gua-uba », qui désignerait une plante aquatique. Étymologiquement, en chibcha, gua-uba serait interprété comme « image de la montagne, gua signifiant « mont, montagne » et uba « visage, image ».

### Liste d'espèces
Selon The Plant List (15 novembre 2017) :
- Guadua amplexifolia J.Presl
- Guadua angustifolia Kunth
- Guadua calderoniana Londoño & Judz.
- Guadua chacoensis (Rojas Acosta) Londoño & P.M.Peterson
- Guadua chaparensis Londoño & Zurita
- Guadua ciliata Londoño & Davidse
- Guadua glomerata Munro
- Guadua incana Londoño
- Guadua latifolia (Kunth) Kunth
- Guadua longifolia (E.Fourn.) R.W.Pohl
- Guadua macclurei R.W.Pohl & Davidse
- Guadua macrospiculata London~o & L.G.Clark
- Guadua macrostachya Rupr.
- Guadua maculosa (Hack.) E.G.Camus
- Guadua magna Londoño & Filg.
- Guadua paniculata Munro
- Guadua paraguayana Döll
- Guadua refracta Munro
- Guadua sarcocarpa Londoño & P.M.Peterson
- Guadua superba Huber
- Guadua tagoara (Nees) Kunth
- Guadua trinii (Nees) Rupr.
- Guadua uncinata Londoño & L.G.Clark
- Guadua velutina Londoño & L.G.Clark
- Guadua venezuelae Munro
- Guadua virgata (Trin.) Rupr.
- Guadua weberbaueri Pilg.

### Espèces fossiles
- †Guadua morronei Brea & Zucol
- †Guadua zuloagae Brea, Zucol & Franco